# 58679 Brenig
58679 Brenig è un asteroide della fascia principale. Scoperto nel 1998, presenta un'orbita caratterizzata da un semiasse maggiore pari a 2,6047127 UA e da un'eccentricità di 0,2796136, inclinata di 4,05377° rispetto all'eclittica.